# Брук ин Ватерланд
Брук ин Ватерланд (на нидерландски: Broek in Waterland) е село в община Ватерланд, на север от Амстердам. До 1991 г. Брук ин Ватерланд е самостоятелна община, заедно с Ойтдам и Зойдервауде. Населението му е около 2300 жители.